# 293
293 је била проста година.

## Догађаји
- 1. март — Римски цар Диоклецијан је прогласио за цезаре Констанција Хлора и Галерија и тиме увео тетрархију, систем владавине четири савладара.

## Смрти
- Википедија:Непознат датум — Света мученица Аквилина - хришћанска светитељка.
- Википедија:Непознат датум — Преподобне мученице Архелаја, Текла и Сузана - хришћанске светитељке.